# Delta (Automarke)
Delta ist eine ehemalige dänische Automarke.

## Unternehmensgeschichte
Das Unternehmen Mammen & Drescher aus Jyderup begann 1918 mit der Produktion von Automobilen. Im gleichen Jahr wurde die Produktion nach 20 hergestellten Exemplaren eingestellt.

## Fahrzeuge
Es gab nur das Modell 8,6 HP. Es war mit einem Vierzylindermotor ausgestattet. Das Fahrgestell kam von Reed & Glaser aus den Vereinigten Staaten.